# Tonkolili
Het district Tonkolili is gelegen in de provincie Northern in Sierra Leone.